# Роберт Вілсон (режисер)
Роберт Вілсон (англ. Robert Wilson; 4 жовтня 1941 — 31 липня 2025) — американський режисер-постановник експериментального театру та драматург, якого газета «The New York Times» визначила як «[американського] — або навіть світового — авангардного „театрального художника“». Працював також хореографом, актором, художником, скульптором, займався відео-артом, був художником зі звуку та світла.
Вілсон найбільш відомий своєю співпрацею із Філіпом Ґлассом та Люсіндою Чайлдс над оперою «Ейнштейн на пляжі», а також частою співпрацею із Томом Вейтсом. 1991 році Вілсон заснував Центр «Вотермілл» — «лабораторію для перформансу» на Іст-Енді Лонг-Айленда (штат Нью-Йорк), регулярно співпрацюючи з оперними та театральними трупами, а також з культурними фестивалями. Вілсон «розвинувся як авангардний художник саме в Європі серед її сучасних пошуків, у її найважливіших культурних центрах, галереях, музеях, оперних театрах і театрах, а також на фестивалях».

## Життєпис
Народився у місті Вако, штат Техас, у родині Лорі Велми (уродженої Гамільтон) та Д. М. Вілсона, юриста. Юність була складною через те, що він був геєм у консервативній родині. «В часи мого зростання, ходити до театру вважалося гріхом. Гріхом було, якщо жінка носила штани. У школі була молитовна скринька, і якщо ви бачили когось, хто грішить, ви могли покласти його ім'я до молитовної скриньки, а по п'ятницях усі молилися за тих людей, чиї імена були в молитовній скриньці». Вілсон заїкався і його відвели до місцевого інструктора з танців на ім'я Берд «Бебі» Гоффман, який допоміг заїкання подолати. Після навчання у місцевих школах, вивчав бізнес-адміністрування у Техаському університеті з 1959 по 1962 рік.
Переїхав до Брукліна (штат Нью-Йорк) 1963 року, щоб змінити галузь, вивчати мистецтво та архітектуру. Щоб вивчати архітектуру в Паоло Солері, в його пустельному комплексі, поїхав до Аризони. Вілсона приваблювала робота хореографів-піонерів Джорджа Баланчина, Мерса Каннінгема та Марти Грем. Він займався терапевтичною театральною роботою з дітьми з черепно-мозковими травмами та дітьми з інвалідністю в Нью-Йорку. 1965 року здобув ступінь бакалавра образотворчих мистецтв з архітектури в Інституті Пратта. Поставив «балет для пацієнтів із залізними легеневими дефектами, де учасники рухали флуоресцентну стрічку ротом, поки прибиральник танцював, одягнений як Міс Америка». У цей період він також відвідував лекції Сибілли Могой-Надь (вдови Ласло Могой-Надь) та вивчав живопис у художника Джорджа МакНіла.

## Кар'єра

### Театр і кіно

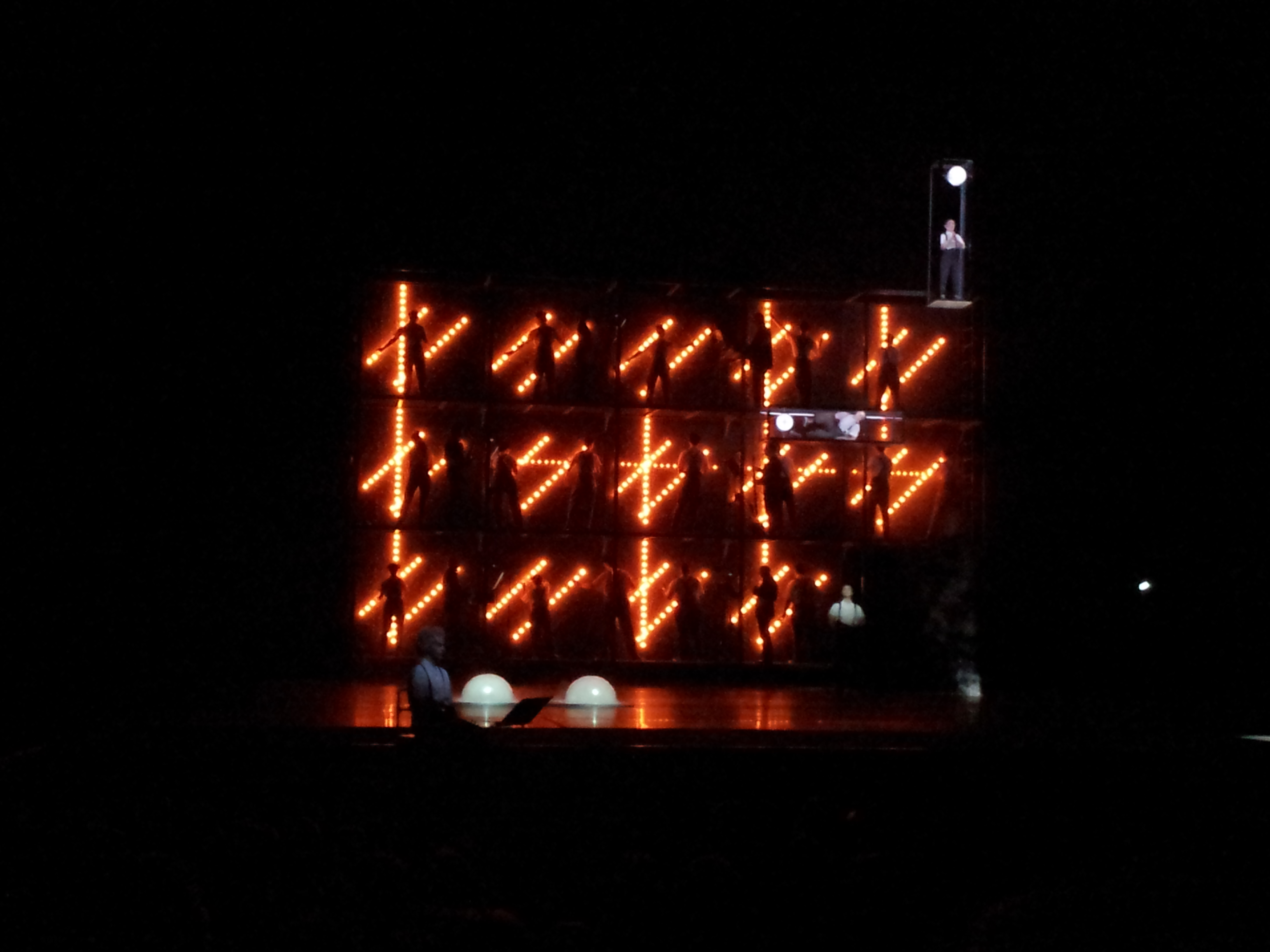
Акт IV, сцена 3C «Космічна машина» з опери «Ейнштейн на пляжі» в Амстердамі, 2013

У 1968 році Вілсон заснував експериментальну компанію з вистав «Школа Берда Гофмана» (названу на честь вчителя, який допоміг йому впоратися із заїканням у підлітковому віці). З цією компанією він поставив свої перші великі твори, починаючи з «Короля Іспанії» 1969 року та «Життя та часи Зигмунда Фройда». Його «KA MOUNTAIN AND GUARDenia TERRACE», замовлена фестивалем мистецтв Шираз у 1972 році, була найекспериментальнішою роботою в історії театру. Вона йшла без сценарію шість ночей та сім днів безперервно на вершині пагорба, поєднуючи час із просторомр у містичний континуум. Вілсон почав працювати в опері на початку 1970-х років, створивши виставу «Ейнштейн на пляжі» разом із композитором Філіпом Глассом та хореографом Люсіндою Чайлдс. Ця робота принесла митцям світову славу. Слідом за «Ейнштейном» Вілсон все частіше працював з великими європейськими та оперними театрами. Для нью-йоркської прем'єри його першої опери Метрополітен-опера дозволила Вілсону орендувати зал у неділю, коли у них не було показів.
У 1970 році Вілсон та група співробітників, включно із хореографом Енді де Гроата та танцівницею та акторкою Шеріл Саттон, розробили «німу оперу» «Погляд глухого» в Айова-Сіті. Прем'єра відбулася у Центрі нових виконавських мистецтв 15 грудня. До великого акторського складу прем'єрної постановки «Погляду глухого» входили Реймонд Ендрюс та Ана Мендьєта. Згодом вистава поїхала на фестиваль у Нансі (Франція) та до Бруклінської академії музики. Пізніше вона відкрилася в Парижі під керівництвом дизайнера П'єра Кардена. Поет-сюрреаліст Луї Арагон був у захваті від цього й опублікував листа до поета-сюрреаліста Андре Бретона (який помер у 1966 році), у якому він похвалив Вілсона такими словами: «Те, про що мріяли ми, від кого народився сюрреалізм, прийде після нас та вийде за нас». У 1975 році Вілсон розпустив трупу «The Byrds» та почав працювати із професійними акторами.
У 1983/84 роках Вілсон планував виставу для літніх Олімпійських ігор 1984 року під назвою «Громадянські війни: дерево найкраще вимірюється, коли воно лежить внизу»; повна робота мала тривати 12 годин та складатися з 6 частин. Постановку було завершено лише частково; повний захід був скасований Олімпійським фестивалем мистецтв через недостатнє фінансування. У 1986 році журі Пулітцерівської премії одноголосно обрало «Громадянські війни» на премію за драму, але наглядова рада відхилила цей вибір і того року не присудила жодної премії у цій номіації.
Протягом 1990 року Вілсон створив чотири нові постановки у чотирьох різних західнонімецьких містах: «Король Лір» Шекспіра у Франкфурті, «Лебедина пісня» Антона Чехова у Мюнхені, адаптація «Орландо» Вірджинії Вулф у Західному Берліні та «Чорний вершник» у співпраці Вілсона, Тома Вейтса та Вільяма С. Берроуза у Гамбурзі. 1997 року він був нагороджений Європейською театральною премією. У 1998 році Вілсон поставив п'єсу Августа Стріндберга «П'єса мрії» у Стокгольмському міському театрі (Швеція), яка згодом стала хедлайнером фестивалів у Реклінгхаузені, Ніцці, Перті, Бонні, Москві, Нью-Йорку та Лондоні.
У 2006 році Вілсон співпрацювала з режисеркою Катаріною Отто-Бернштайн над документальним художнім фільмом «Абсолютний Вілсон», який розповідає про його епічне життя, часи та творчий геній. Прем'єра відбулася в секції «Панорама» Берлінале того ж року, а пізніше його розповсюдили HBO та Studio Canal.
У 2010 році Вілсон працювала над новим сценічним мюзиклом разом з композитором (і давнім співробітником) Томом Вейтсом та ірландським драматургом Мартіном Макдоною. Його театральна постановка «Лекції про ніщо» Джона Кейджа, замовлена на святкування сторіччя Кейджа на Рурському триєнале 2012 року, мала прем'єру у США в Ройс-Холі, Каліфорнійський університет у Лос-Анджелесі, Центрі мистецтва перформансу. Вілсон виконав «Лекції про ніщо» в австралійській прем'єрі на фестивалі Supersense 2019 року в Арт-центрі Мельбурна.
У 2013 році Вілсон, у співпраці з Михайлом Баришніковим та за участю Віллема Дефо, створили п'єсу «Стара жінка» – адаптацію твору Данила Хармса. Прем'єра п'єси відбулася на MIF13, Манчестерському міжнародному фестивалі. Вілсон писав, що вони з Баришніковим роками обговорювали створення спільної п'єси, можливо, на основі тексту російського автора. Остаточна постановка включала танець, світло, спів та двомовний монолог.

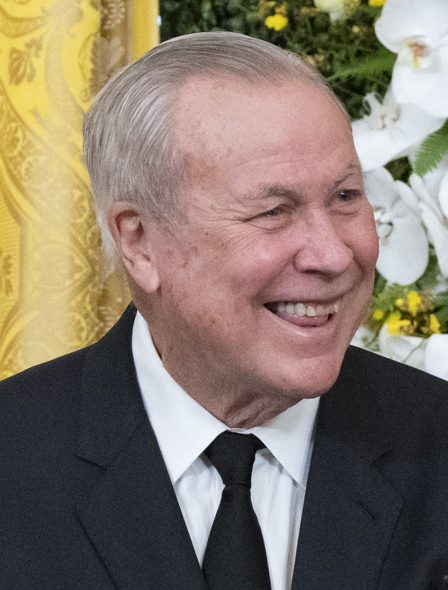
Вілсон у Білому домі (2023)

З 1999 року Вілсон здійснив прем'єри дев'яти театральних робіт у Берліні. Для порівняння, станом на 2013 рік, його останнє замовлення у Сполучених Штатах було 21 рік тому.
Станом на 2010 рік він продовжував режисувати відродження своїх найвідоміших постановок, включно із «Чорний вершником» у Лондоні, Сан-Франциско, Сіднеї, Австралії та Лос-Анджелесі; «Спокусою Святого Антонія» у Нью-Йорку та Барселоні; «Erwartung» у Берліні; «Мадам Батерфляй» у Большому оперному театрі Москви; та «Кільце Нібелунга» Вагнера в театрі Шатле у Парижі. Також Вілсон режисував усі опери Монтеверді для оперних театрів Ла Скала у Мілані та Пале Гарньє в Парижі.
У 2017 році Вілсон створив оперу з Анною Кальві під назвою «Пісочний чоловік» за мотивами однойменної казки Е. Т. А. Гофмана – прем'єра відбулася 3 травня 2017 року на фестивалі Ruhrfestspiele у Реклінгхаузені (Німеччина), та 20 травня 2017 року в театрі Schauspielhaus у Дюссельдорфі (Німеччина). 2021 року відновив шекспірівську «Бурю» у Національному театрі ім. Івана Вазова у Софії (Болгарія).
У 2022 році поставив театральну виставу UBU, прем'єра якої відбулася в музеї Es Baluard у Пальмі. 2024-го знову у співпраці із Анною Кальві створив оперу під назвою «Мобі Дік» за мотивами однойменного роману Германа Мелвілла, прем'єра якої відбулася 7 вересня 2024 року у Дюссельдорфському Schauspielhaus (Німеччина).

## Особисте життя

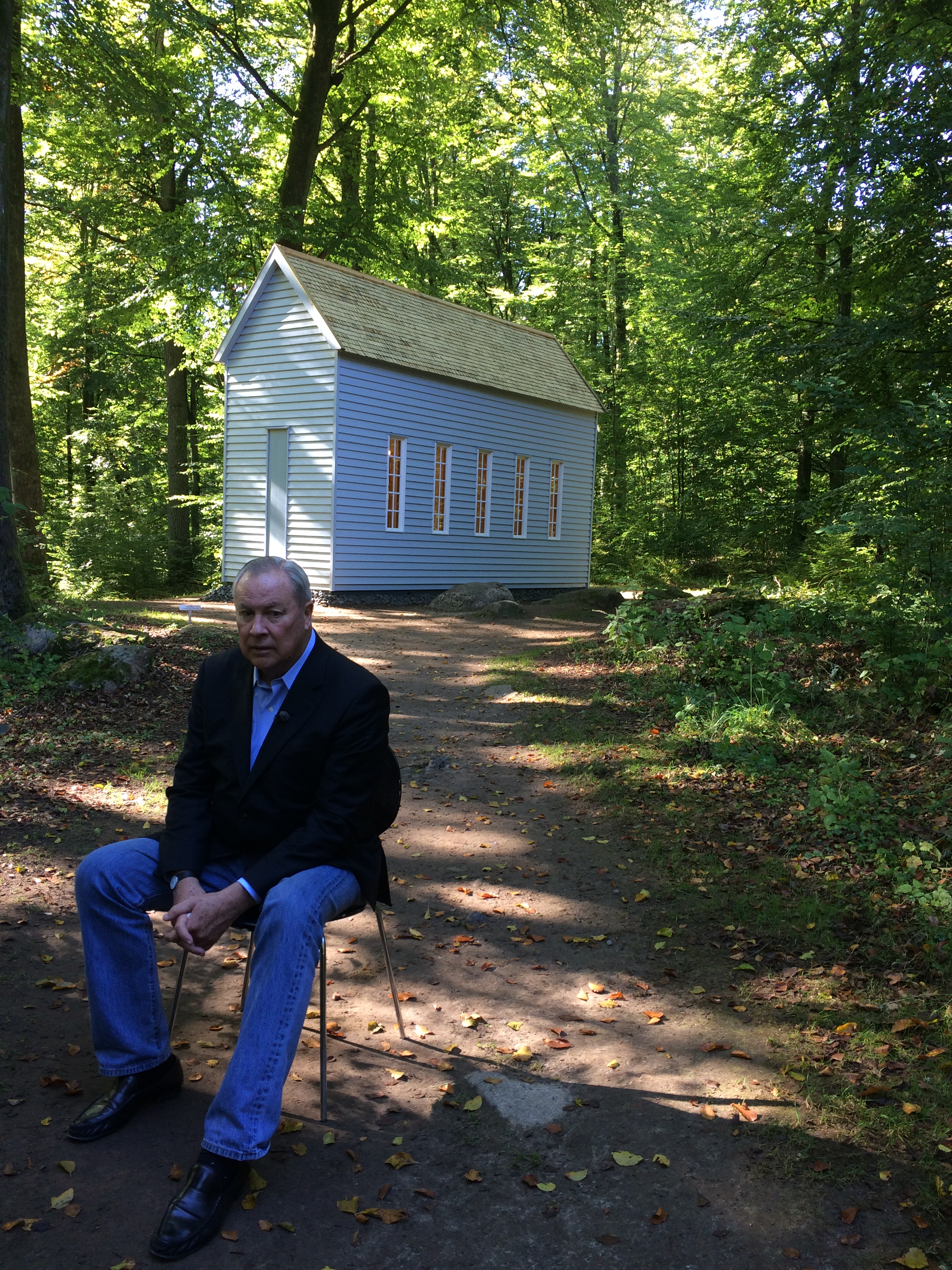
Вілсон у 2014

Вілсон жив у Нью-Йорку. Станом на 2000 рік, за його оцінками, він «проводив 10 днів на рік у своїй квартирі у Нью-Йорку». Протягом багатьох років він мав романтичні стосунки з Енді де Гроатом, танцюристом і хореографом, з яким співпрацював у 1970-х роках.
Помер 31 липня 2025 року від короткочасної хвороби у своєму будинку у Вотер-Мілл (штат Нью-Йорк), у віці 83 років.

## The Watermill Center
1991 року Вілсон заснував центр «Вотермілл» на місці колишньої лабораторії Western Union на східній частині Лонг-Айленда (штат Нью-Йорк). Спочатку задуманий як «лабораторія для перформансу», центр «Вотермілл» проводив цілорічні резиденції для художників, освітні програми, виставки та перформанси. Центр розташований на території кампусу площею десять акрів (4,0 га) з садами та ландшафтним дизайном, а також містить численні твори мистецтва, зібрані Вілсоном.

## Роботи
- 1969 — The King of Spain
- 1969 — The Life and Times of Sigmund Freud
- 1970 — Deafman Glance (film) (with Raymond Andrews)
- 1972 — KA MOUNTAIN AND GUARDenia TERRACE: a story about a family and some people changing
- 1973 — The Life and Times of Joseph Stalin
- 1974 — A Letter for Queen Victoria
- 1976 — «Ейнштейн на пляжі[en]» (разом із Філіпом Ґлассом)
- 1977 — I Was Sitting on My Patio This Guy Appeared I Thought I Was Hallucinating (with Lucinda Childs)
- 1979 — Death Destruction & Detroit
- 1979 — Edison (play)
- 1979 — The Golden Windows (Die Goldenen Fenster)
- 1980 — Dialogue/Curious George (play)
- 1982 — Stations (play)
- 1984 — Medea (opera with Gavin Bryars), Lyon
- 1984 — The Civil Wars: A Tree Is Best Measured When It Is Down
- 1985 — Shakespeare's King Lear
- 1986 — Heiner Müller's Hamletmachine
- 1986–1987 — Euripides' Alcestis[50]
- 1987 — Death Destruction & Detroit II
- 1987 — Heiner Müller's Quartet
- 1988 — Le martyre de Saint Sébastien
- 1989 — Orlando (adapted by Darryl Pinckney from the novel by Virginia Woolf)
- 1989 — Louis Andriessen's De Materie
- 1990 — The Black Rider (with William S. Burroughs and Tom Waits)
- 1991 — Richard Wagner's Parsifal, Hamburg[51]
- 1992 — Alice (musical, with Tom Waits and Paul Schmidt)
- 1992 — Gertrude Stein's Doctor Faustus Lights the Lights, Hebbel Theatre (Berlin)
- 1994 — Skin, Meat, Bone (with Alvin Lucier)
- 1994 — The Meek Girl (based on a story by Fyodor Dostoevsky)
- 1997 — Timerocker (with Lou Reed)
- 1997 — Persephone (texts by Homer, Brad Gooch, Maita di Niscemi, music by Gioachino Rossini and Philip Glass), Taormina[52]
- 1998 — O Corvo Branco (with Philip Glass), Teatro Camões (Lisbon)
- 1998 — Monsters of Grace (with Philip Glass)
- 1998 — Lohengrin for the Metropolitan Opera
- 1998 — Wings on Rock for the Teatro della Fortuna, Fano[53]
- 1998 — Bertolt Brecht's The Flight Across the Ocean for the Berliner Ensemble[54]
- 1999 — The Days Before — Death Destruction & Detroit III, (with Ryuichi Sakamoto), Lincoln Center
- Richard Wagner's Der Ring des Nibelungen, Zurich Opera
- 2000 — POEtry, (with Lou Reed)
- 2000 — 14 Stations (installation)
- 2000 — Hot Water (multimedia concert), (with Tzimon Barto)
- 2000 — Woyzeck (with Tom Waits)
- 2001 — Persephone
- 2002 — Richard Strauss's Die Frau ohne Schatten, Opéra National de Paris (Opéra Bastille)
- 2002 — White Town an homage to Arne Jacobsen at Bellevue Teatret Copenhagen
- 2003 — Isamu Noguchi exhibition
- 2003 — The Temptation of Saint Anthony (with Bernice Johnson Reagon) Opéra National de Paris
- 2003 — Aida, Royal Opera House (Covent Garden)[55]
- 2004 — I La Galigo
- 2005 — Jean de La Fontaine's The Fables
- 2005 — Ibsen's Peer Gynt (in Norway)
- Büchner's Leonce and Lena
- VOOM Portraits, exhibition, 2007 at ACE Gallery in Los Angeles, CA
- 2007 — Brecht's The Threepenny Opera, Berliner Ensemble
- 2008 — Beckett's Happy Days
- 2008 — Rumi, Polish National Opera
- 2008 — Faust for the Polish National Opera
- 2009 — Sonnets (based on Shakespeare's sonnets with music by Rufus Wainwright), Berliner Ensemble
- 2009 — [KOOL — Dancing in my mind], (a performance/portrait of choreographer and dancer Suzushi Hanayagi)
- 2009 — Carl Maria von Weber's Der Freischütz, Festspielhaus Baden-Baden, conductor Thomas Hengelbrock
- 2009 — Beckett's Krapp's Last Tape
- 2009 — L'Orfeo, by Claudio Monteverdi, La Scala, Milan
- 2010 — Káťa Kabanová, by Leoš Janáček, Národní divadlo, Prague
- 2010 — Věc Makropulos, by Karel Čapek, Stavovské divadlo, Prague
- 2010 — Oh les beaux jours de Samuel Beckett, Théâtre de l'Athénée Louis-Jouvet
- 2011 — The Life and Death of Marina Abramović, with Marina Abramović, Manchester International Festival, July 9–16, 2011, The Lowry, Manchester, UK
- 2011 — Il ritorno d'Ulisse in patria, by Claudio Monteverdi, La Scala, Milan
- 2011 — Claude Debussy's Pelléas et Mélisande, Teatro Real de Madrid
- 2011 — Mind gap exhibition, Norwegian Museum of Science and Technology
- 2013, квітень — Peter Pan, with CocoRosie at the Berliner Ensemble
- 2013, 14–17 червня — The Life and Death of Marina Abramović, with Marina Abramović, Luminato Festival, Bluma Appel Theatre, Toronto
- 2013, липень — The Old Woman (play), with Willem Dafoe and Mikhail Baryshnikov, Manchester International Festival, Palace Theatre, Manchester, UK
- 2014, квітень — 1914, based on The Last Days of Mankind by Karl Kraus and The Good Soldier Švejk by Jaroslav Hašek, Estates Theatre, Prague, Czech Republic
- 2014, липень — Rhinoceros, by Eugène Ionesco, Teatrul Național Marin Sorescu, Craiova, Romania[56]
- 2015, квітень — Faust I and II with Herbert Grönemeyer at the Berliner Ensemble
- 2015, травень — Adam's Passion with Arvo Pärt, Noblessner Foundry, Tallinn, Estonia
- 2015, червень — Pushkin's Fairy Tales (play) (with CocoRosie), Theatre of Nations, Moscow, Russia
- 2016, листопад — La Traviata with Teodor Currentzis, Perm Opera and Ballet Theatre, Perm, Russia
- 2017 — Hamletmachine, by Heiner Müller and Robert Wilson (with the performers of the Accademia Nazionale di Arte Drammatica Silvio D'Amico), Auditorium Parco della Musica, Rome[57]
- 2019, травень — Mary Said What She Said with Isabelle Huppert, Wiener Festwochen, Vienna, Austria[58][59]
- 2020 — Messiah
- 2021, листопад — The Tempest, Ivan Vazov National Theatre, Sofia, Bulgaria
- 202 — H—100 seconds to midnight (Thalia Theater, Hamburg, Germany)